# Väne-Ryrs distrikt
Väne-Ryrs distrikt är ett distrikt i Vänersborgs kommun och Västra Götalands län.
Distriktet ligger väster om Vänersborg.

## Tidigare administrativ tillhörighet
Distriktet inrättades 2016 och utgörs av en del av området som Vänersborgs stad omfattade till 1971, delen som före 1952 utgjorde  Väne-Ryrs socken.
Området motsvarar den omfattning Väne-Ryrs församling hade vid årsskiftet 1999/2000.